# Prosopocera adlbaueri
Prosopocera adlbaueri es una especie de escarabajo longicornio del género Prosopocera, categorizada en la tribu Prosopocerini, de la subfamilia Lamiinae. Fue descrita por Rousset, Sudre & C. Vitali en 2016.

## Descripción
Mide 10-13 mm de longitud.

## Distribución
Se distribuye por Camerún y Gabón.